# 羅利夫
49°26′38″N 23°36′57″E / 49.44389°N 23.61583°E
羅利夫（烏克蘭語：Ролів），是烏克蘭的村落，位於該國西部利沃夫州，由德羅霍貝奇區負責管轄，始建於1808年，面積16.04平方公里，2001年人口919，人口密度每平方公里57.29人。